# Pützborn
Pützborn ist ein Stadtteil (Ortsbezirk) von Daun in der zentralen Vulkaneifel im Landkreis Vulkaneifel in Rheinland-Pfalz.

## Geographie
Der Ort liegt im Pützbachtal. In Pützborn kreuzt die Bundesstraße 257 den Pützbach, und die Landesstraße L 28 zweigt von ihr in Richtung Neunkirchen ab.
Die Nachbarorte von Pützborn sind im Nordwesten Neunkirchen, im Osten die unmittelbar angrenzende Kernstadt von Daun, im Südosten Gemünden mit der Mündung des Pützbachs in die Lieser und im Südwesten Oberstadtfeld.
Zum Ortsbezirk Pützborn gehört auch der Wohnplatz Hirsch- und Saupark.

## Geschichte
Pützborn wurde im Jahr 1220 als Pützbair erstmals urkundlich erwähnt. Spätere Schreibweisen waren Buczvure (1344), Betzborn (1389), Putzbair (1489), Botzbur (1544) und Putzbor (1562). Zunächst im Besitz der Grafen von Vianden, teilten sich in den kommenden Jahrhunderten wechselnde Herrschaften den Ort.
Im Jahr 1794 wurde das Linke Rheinufer im ersten Koalitionskrieg von französischen Revolutionstruppen besetzt. Von 1798 bis 1814 gehörte Pützborn zum Saardepartement.
Auf dem Wiener Kongress (1815) kam die Region an das Königreich Preußen, Pützborn wurde 1816 dem neu errichteten Kreis Daun im Regierungsbezirk Trier zugeordnet und von der Bürgermeisterei Daun verwaltet.
Nachdem das Dorf bereits 1796 fast völlig abgebrannt war, wurde es in den Jahren 1853 und 1880 erneut zu großen Teilen ein Raub der Flammen.
Am 7. Juni 1969 wurde Pützborn mit seinerzeit 223 Einwohnern in die Stadt Daun eingemeindet.
Aufgrund der günstigen Lage stieg die Einwohnerzahl in den letzten Jahrzehnten erheblich, und auch gewerbliche Unternehmen siedelten sich an.

## Politik
Der Stadtteil Pützborn ist gemäß Hauptsatzung einer von acht Ortsbezirken der Stadt Daun. Die Grenzen des Bezirks entsprechen denen der Gemarkung. Er wird politisch von einem Ortsbeirat sowie einem Ortsvorsteher vertreten.
Der Ortsbeirat von Pützborn besteht aus sieben Mitgliedern und dem ehrenamtlichen Ortsvorsteher als Vorsitzendem.
Klaus Eich wurde 2024 Ortsvorsteher von Pützborn.
Sein Vorgänger war Johann Strunk seit 2014.
Strunks Vorgänger Friedhelm Haep hatte das Amt seit 1999 ausgeübt.

## Kultur und Sehenswürdigkeiten
In der Denkmalliste des Landes Rheinland-Pfalz (Stand: 2020) sind folgende Kulturdenkmäler genannt:
- Katholische Filialkirche St. Hubertus: vierachsiger Saalbau (1788), Rehwinkel 2
- Wohnteil eines Fachwerk-Quereinhauses: teilweise massiv oder verkleidet, wohl aus dem 17. oder 18. Jahrhundert, Rehwinkel 10

Siehe auch: Liste der Kulturdenkmäler in Gemünden
Der „Wild- & Erlebnispark Daun“ ist ein etwa 220 Hektar großes Wald- und Wiesengelände in der Gemarkung Pützborn. Eine acht Kilometer lange Autowanderstraße mit Aussteigemöglichkeiten zur Tierbeobachtung führt durch den Park.